# باغ رز

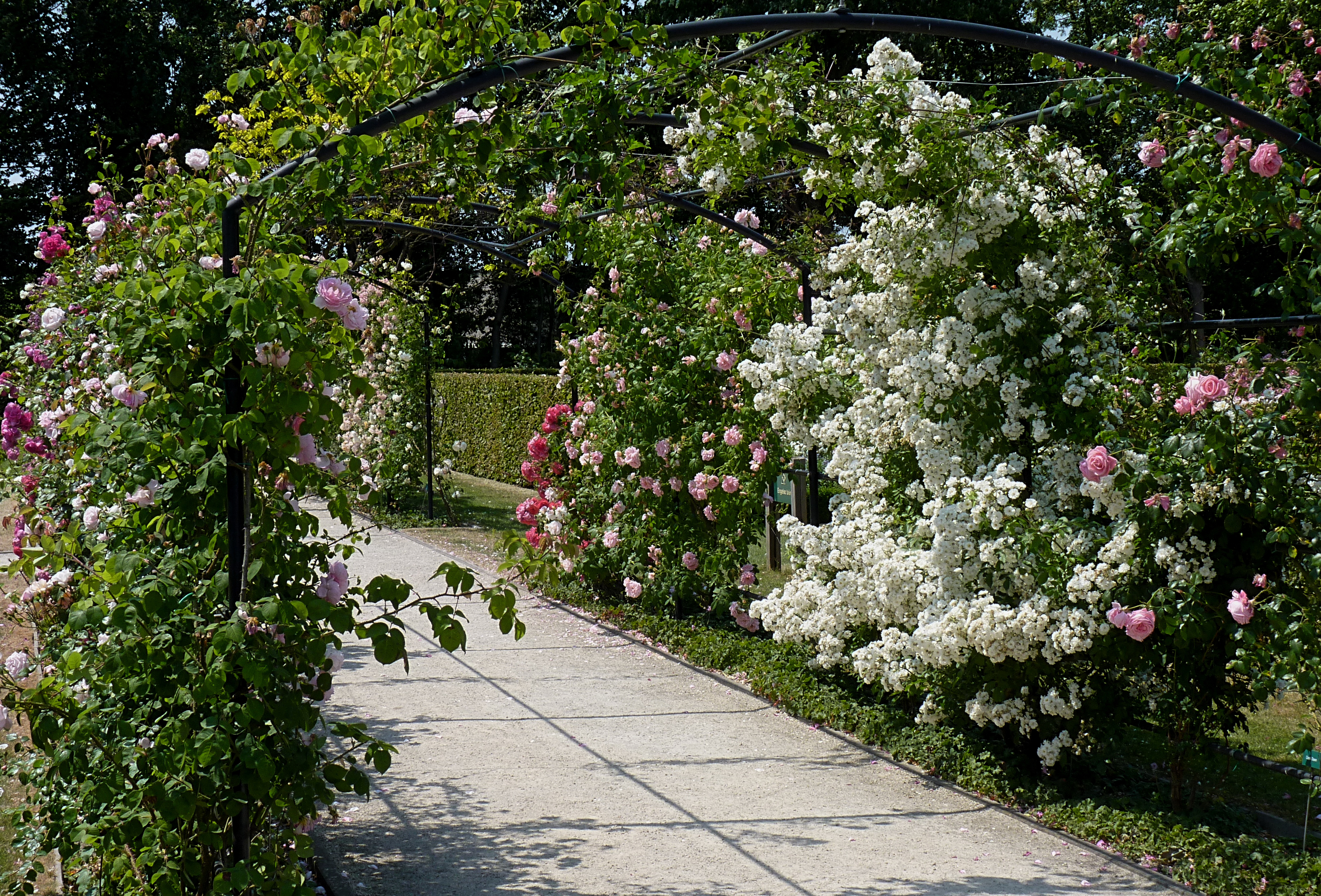
باغ رز بین‌المللی کورتریک در بلژیک

باغ رز به باغ یا پارکی می‌گویند که گیاهان موجود در آن بیشتر انواع گل رز هستند. بیشتر باغ‌های رز باغ‌های عمومی هستند.

## نگارخانه

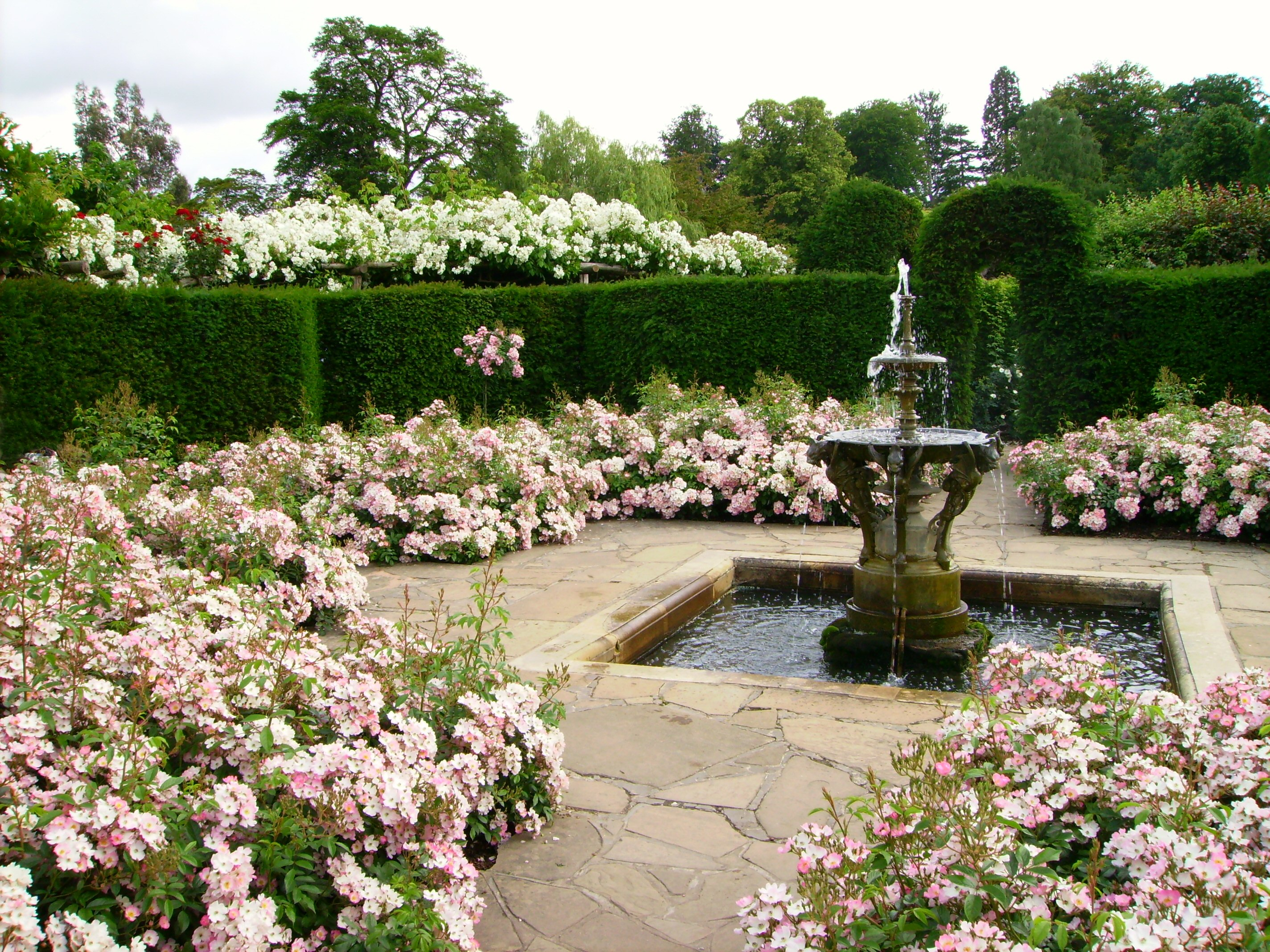
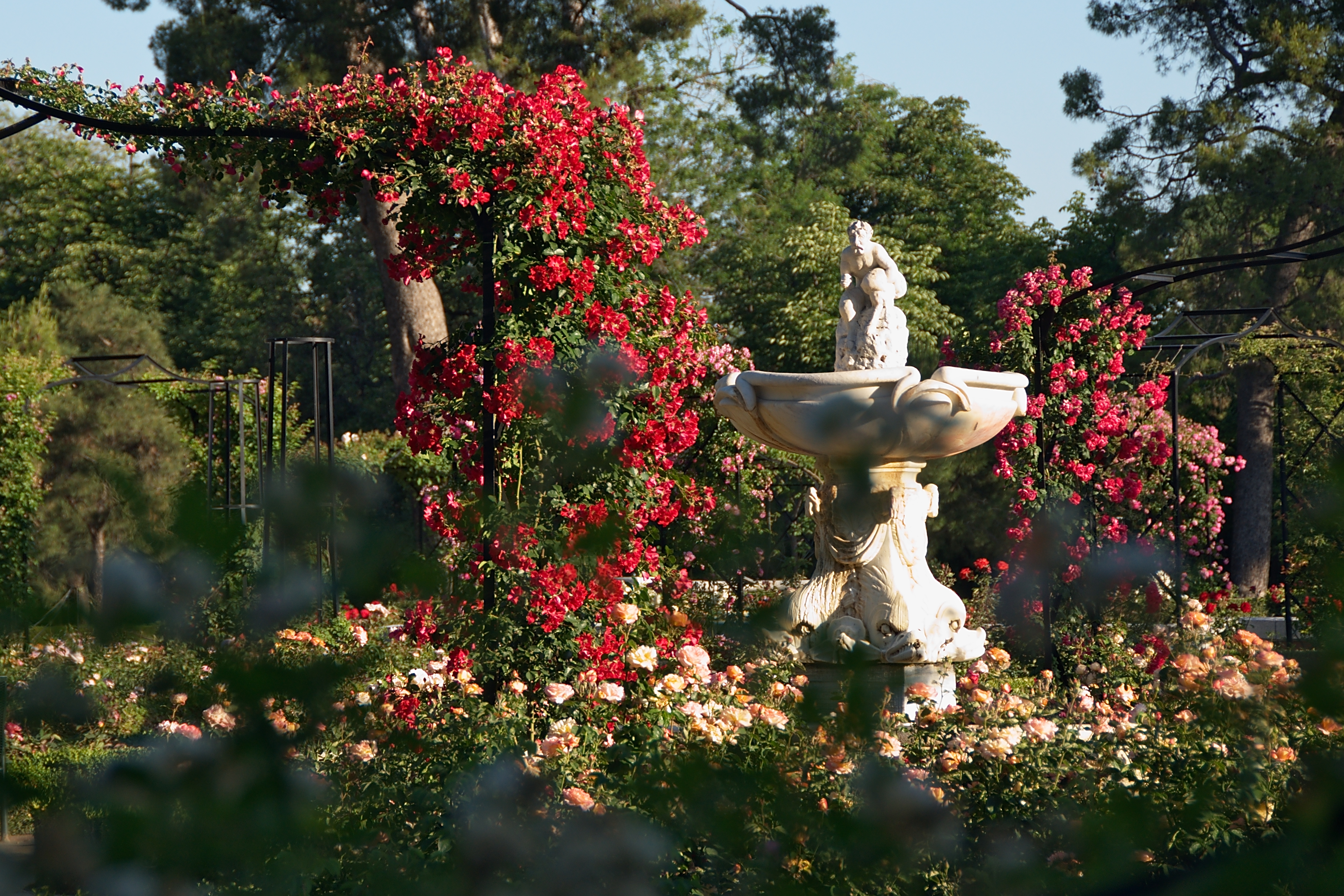
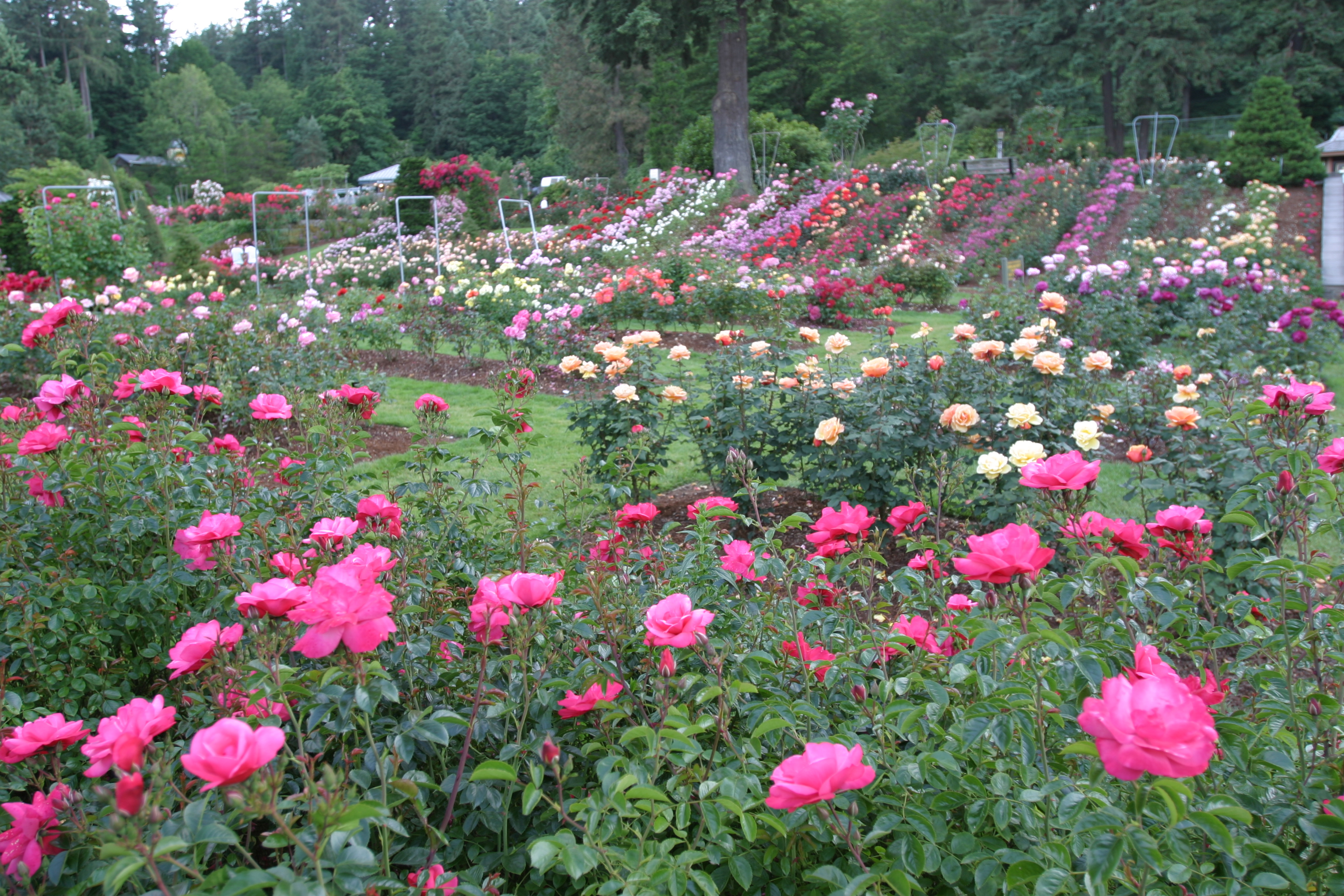
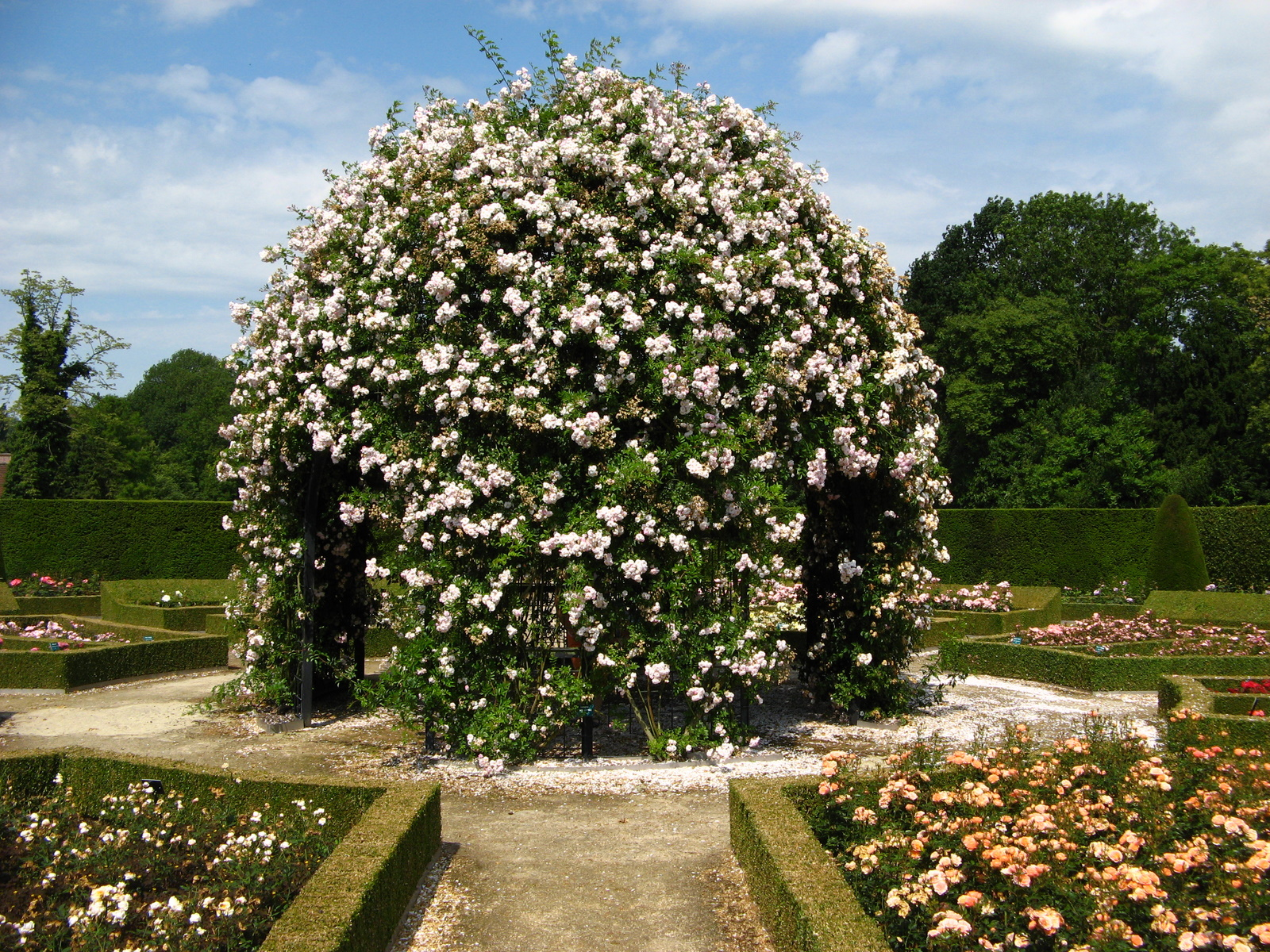
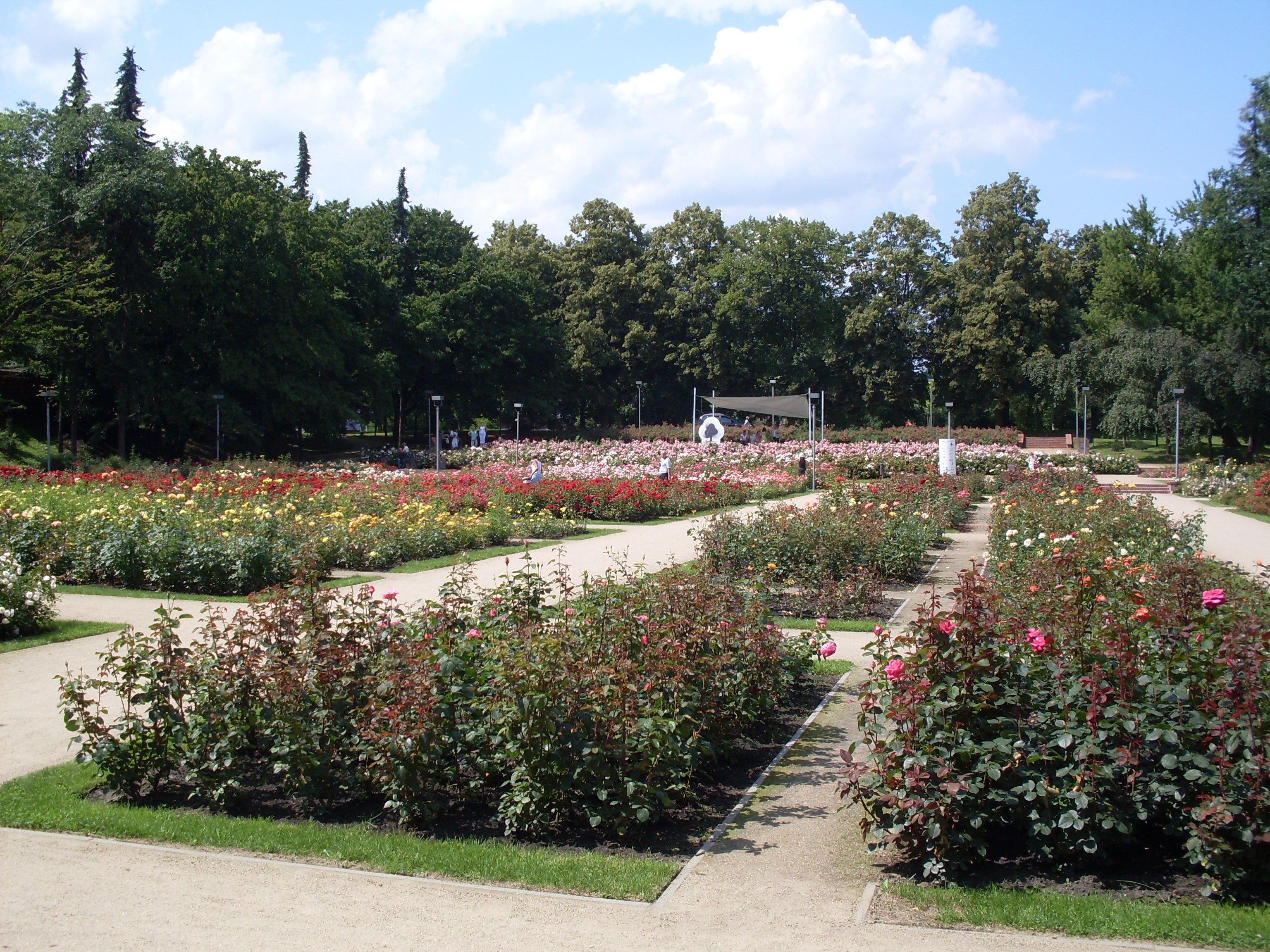
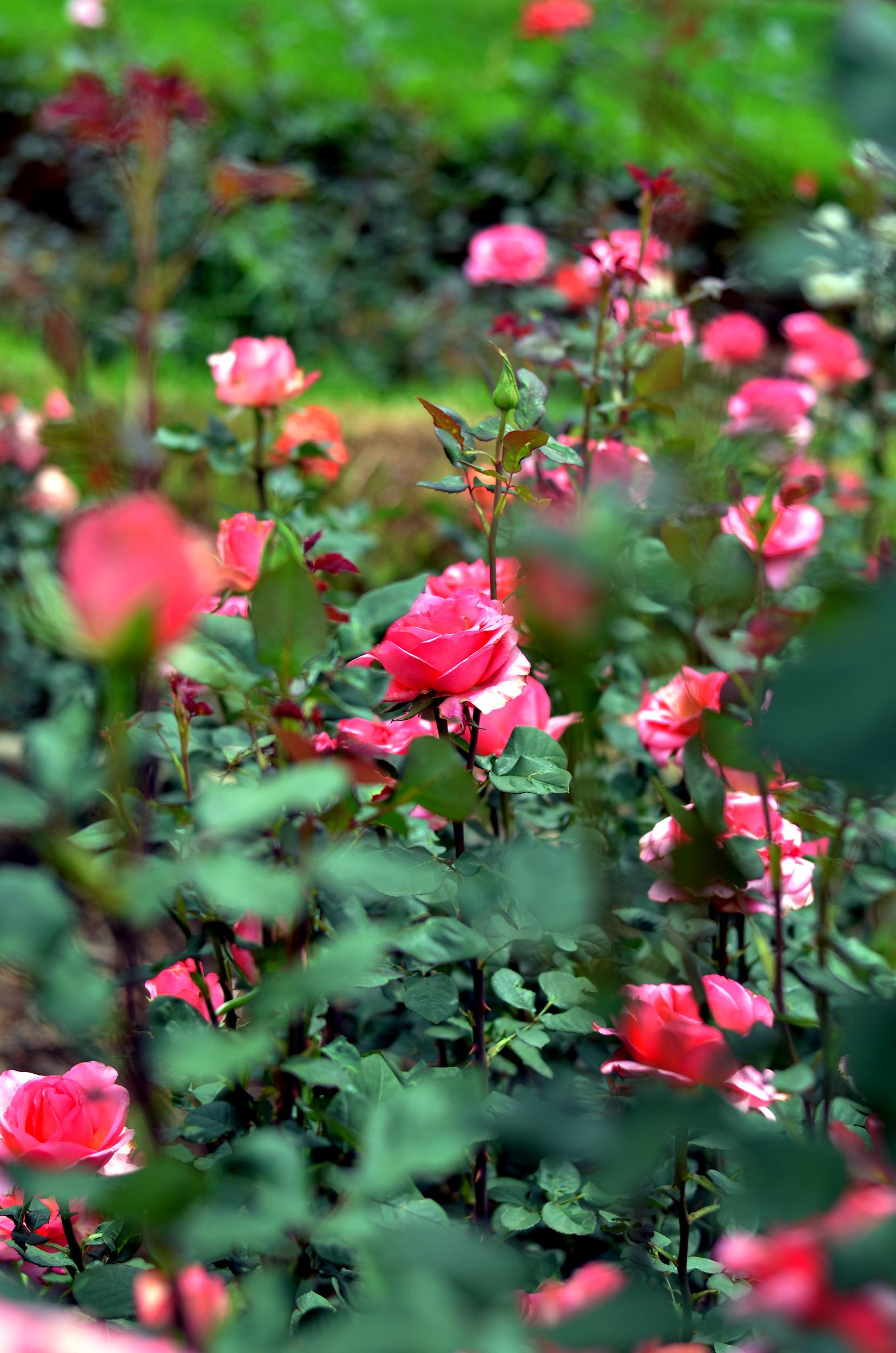